# Roger Holéczy
Roger Holéczy (ungarisch Holéczy Roger; * 19. Oktober 1976 in Lake Forest, Illinois) ist ein ehemaliger ungarisch-US-amerikanischer Eishockeyspieler, der zuletzt bis 2011 bei Alba Volán Székesfehérvár in der Österreichischen Eishockey-Liga unter Vertrag stand.

## Karriere
Roger Holéczy, der als Sohn ungarischer Einwanderer in einem Vorort von Chicago geboren wurde, begann seine Karriere als Eishockeyspieler bei den Dubuque Fighting Saints in der United States Hockey League. Von 1996 bis 2000 spielte er für die Northeastern Huskies, das Team der Northeastern University aus Boston um die Meisterschaft der National Collegiate Athletic Association. Anschließend spielte er in schneller Folge für New Orleans Brass aus der East Coast Hockey League, den EA Kempten aus der deutschen Regionalliga Süd, die Greensboro Generals und die Pensacola Ice Pilots, die beide in der East Coast Hockey League beheimatet waren, die St. Pete/Winston-Salem Parrots aus der Atlantic Coast Hockey League und die Rio Grande Valley Killer Bees aus der Central Hockey League.
2004 wechselte Holéczy in die Heimat seiner Eltern, wo er bis 2007 für Alba Volán Székesfehérvár sowohl in der international besetzten Interliga als auch in der ungarischen Eishockeyliga spielte. Neben drei ungarischen Meistertiteln in den Jahren 2005, 2006 und 2007 gewann er mit Alba Volán 2007 auch die Interliga sowie 2005 und 2007 den nationalen Pokalwettbewerb. Anschließend versuchte er sich in Schweden, wo er mit dem Gislaveds SK in der drittklassigen Division 1 antrat. Aber bereits 2008 kehrte er nach Ungarn zurück, wo er die beiden nächsten Jahre nunmehr bei den Budapest Stars in der MOL Liga und der Ungarischen Eishockeyliga spielte. Einzelne Spiele absolvierte er auch für den slowakischen Kooperationspartner der Stars, den HK Nové Zámky. Nachdem er 2010 mit dem ungarischen Hauptstadtklub die MOL Liga gewonnen hatte, wechselte er nach Székesfehérvár zurück, wo er noch ein Jahr in der Österreichischen Eishockey-Liga spielte und dann seine Karriere beendete.

### International
Für Ungarn nahm Holéczy an den Weltmeisterschaften der Division I 2007, 2008, 2010 und 2011 teil. Er gehörte zudem der ungarischen Mannschaft an, die bei der Weltmeisterschaft 2009 erstmals nach 70 Jahren wieder in der höchsten Klasse der Weltmeisterschaften spielte, aber den sofortigen Wiederabstieg nicht vermeiden konnte. Außerdem vertrat er die ungarischen Farben bei der Olympiaqualifikation für die Spiele in Vancouver 2010.

## Erfolge und Auszeichnungen
- 2005 Ungarischer Meister und Pokalsieger mit Alba Volán Székesfehérvár
- 2006 Ungarischer Meister mit Alba Volán Székesfehérvár
- 2007 Ungarischer Meister und Pokalsieger mit Alba Volán Székesfehérvár
- 2007 Gewinn der Interliga mit Alba Volán Székesfehérvár
- 2010 Gewinn der MOL Liga mit den Budapest Stars

### International
- 2008 Aufstieg in die Top-Division bei der Weltmeisterschaft der Division I, Gruppe B

## Statistik
(Stand: Ende der Saison 2010/11)